# Symplecis glabra
Symplecis glabra är en stekelart som beskrevs av Dasch 1992. Symplecis glabra ingår i släktet Symplecis och familjen brokparasitsteklar. Inga underarter finns listade i Catalogue of Life.